# Sauce Bercy
La sauce Bercy est une sauce classique de la cuisine française à base de fumet de poisson, de sauce veloutée, de vin blanc, d'échalotes et de beurre,.
La sauce Bercy est une sauce bordelaise montée avec du vin blanc sec au lieu du Bordeaux rouge. Réalisée par déglaçage, elle se monte au beurre et accompagne très bien le bœuf et autres viandes rouges ainsi que les poissons snackés.
Auguste Escoffier précise dans son Guide culinaire que cette sauce est faite pour accompagner les poissons. Une variante est la sauce bonne-femme.